# InfoZoom
InfoZoom ist eine kostenpflichtige Software zur Analyse großer Datenmengen im Arbeitsspeicher des Rechners (In-Memory). Ein mengenorientiertes, visuelles Verfahren bildet vollständige Datenquellen auf einer Bildschirmseite ab und ermöglicht Navigation, und Bearbeitung der Daten. Die Daten können aus verschiedenen Datenbanken oder Textdateien geladen und analysiert werden. Eine eigene Formelsprache ermöglicht die Berechnung und Verarbeitung der Daten in Echtzeit. Der integrierte Datenbankassistent mit SQL-Editor erlaubt es, verschiedene Datenquellen zu verbinden. Die analysierten Daten können dann in Form von Tabellen oder Grafiken dargestellt werden. Die Software hat über 100.000 Anwender und über 1000 Kunden weltweit.

## Geschichte
InfoZoom ist das zentrale Produkt des Bonner Softwareunternehmens humanIT, das 1997 als Spin-off der GMD-Forschungszentrum Informationstechnik, heute Fraunhofer-Institut für Angewandte Informationstechnik, gegründet wurde und die Software InfoZoom entwickelt und vertreibt. Seit 2003 ist das Unternehmen eine 100%ige Tochter des ERP-Anbieters proALPHA Business Solutions GmbH.

## Technologie
InfoZoom arbeitet mit der In-Memory-Technologie und wurde in den Programmiersprachen C++ und C# programmiert.

## Versionen
InfoZoom wird unter dem Namen InfoZoom Desktop für Endkunden entweder als Einzel- oder Mehrplatzlizenz (Concurrent-User-Lizenzmodell mit Kopierschutzstecker/Dongle) vertrieben.

### Produktversionen
- InfoZoom Desktop Professional 32-Bit/64-Bit
- InfoZoom Desktop Business 32-Bit/64-Bit
- InfoZoom Desktop Explorer 32-Bit/64-Bit

### Weitere Produkte
- InfoZoom Data Quality Control (IZDQ):  Automatisiertes DQM über flexible Regelwerke[3]
- InfoZoom Anywhere:   Webanwendung für Self-Service-Datenanalysen[4]

## Datenquellen
Es können folgende Datenquellen geladen werden:
- relationale Datenbanksysteme (RDBMS) wie Progress, Oracle, Microsoft SQL Server, Microsoft Access oder MySQL
- Excel-Dateien (*.xls oder *.xlsx)
- Textdateien oder CSV-Dateien
- XML- und JSON-Dateien
- alle Datenquellen, die über ODBC oder OLE DB ansprechbar sind.

## Ausgabeoptionen
Die Visualisierung der Ergebnisse erfolgt über eine integrierte Komponente zur Darstellung von Tabellen und Grafiken. Optional dazu kann die Ausgabe der Ergebnisse direkt in Microsoft Office erfolgen. Ergebnisse können dabei aktiv angebunden werden, sodass eine nachträgliche Änderung der angezeigten Daten möglich ist.
Es gibt kostenlos Add-in für Microsoft Excel. Die analysierten Daten können direkt über das Add-in in Excel eingefügt werden.
Neben dem eigenen proprietären Format kann InfoZoom die Daten nach HTML, Excel, Textdateien, Open Document Text, Word, und CSV-Dateien exportieren.
Andere Anwendungen können InfoZoom über den .NET Dataprovider als dynamische Datenquelle nutzen z. B. Crystal Reports 2008.

## Einsatzgebiete
Von der Analysesoftware profitieren vor allem Unternehmen, die große Mengen an granularen Daten mit hohen Compliance-Anforderungen verarbeiten. Entscheidend ist die freie Kombination von Datenattributen und -ausprägungen. Die Software kommt aufgrund der neuartigen Visualisierung von Daten insbesondere im Bereich des Datenqualitätsmanagements zum Einsatz. InfoZoom wird bei der Bekämpfung von Kriminalität durch elektronische Spurensuche in Mobilfunkdaten bei Polizei- und Kriminalbehörden, im Energiebereich und bei Finanzdienstleistern eingesetzt.